# Nhà tù Phú Lợi

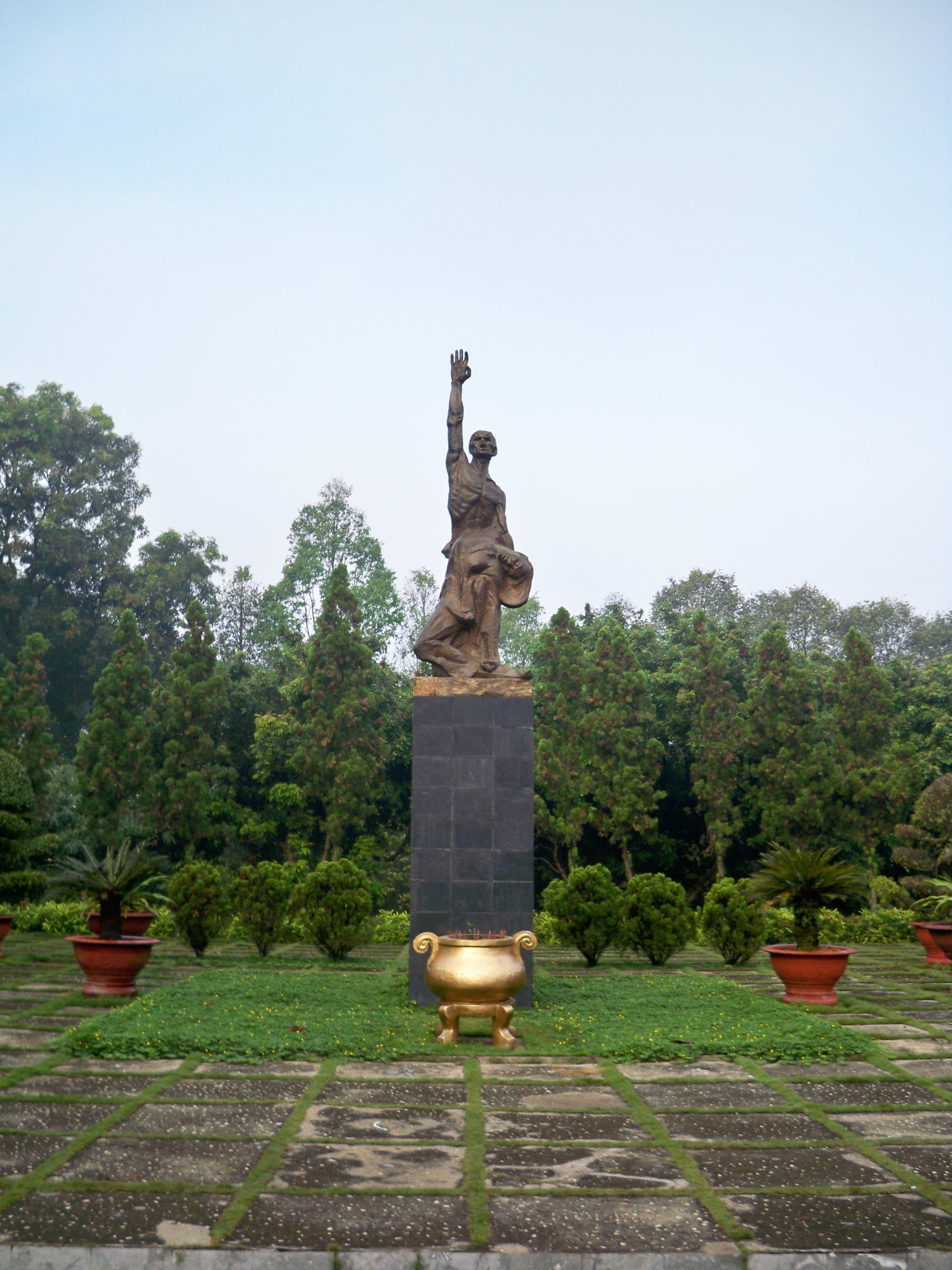
Tượng đài tại nhà tù Phú Lợi

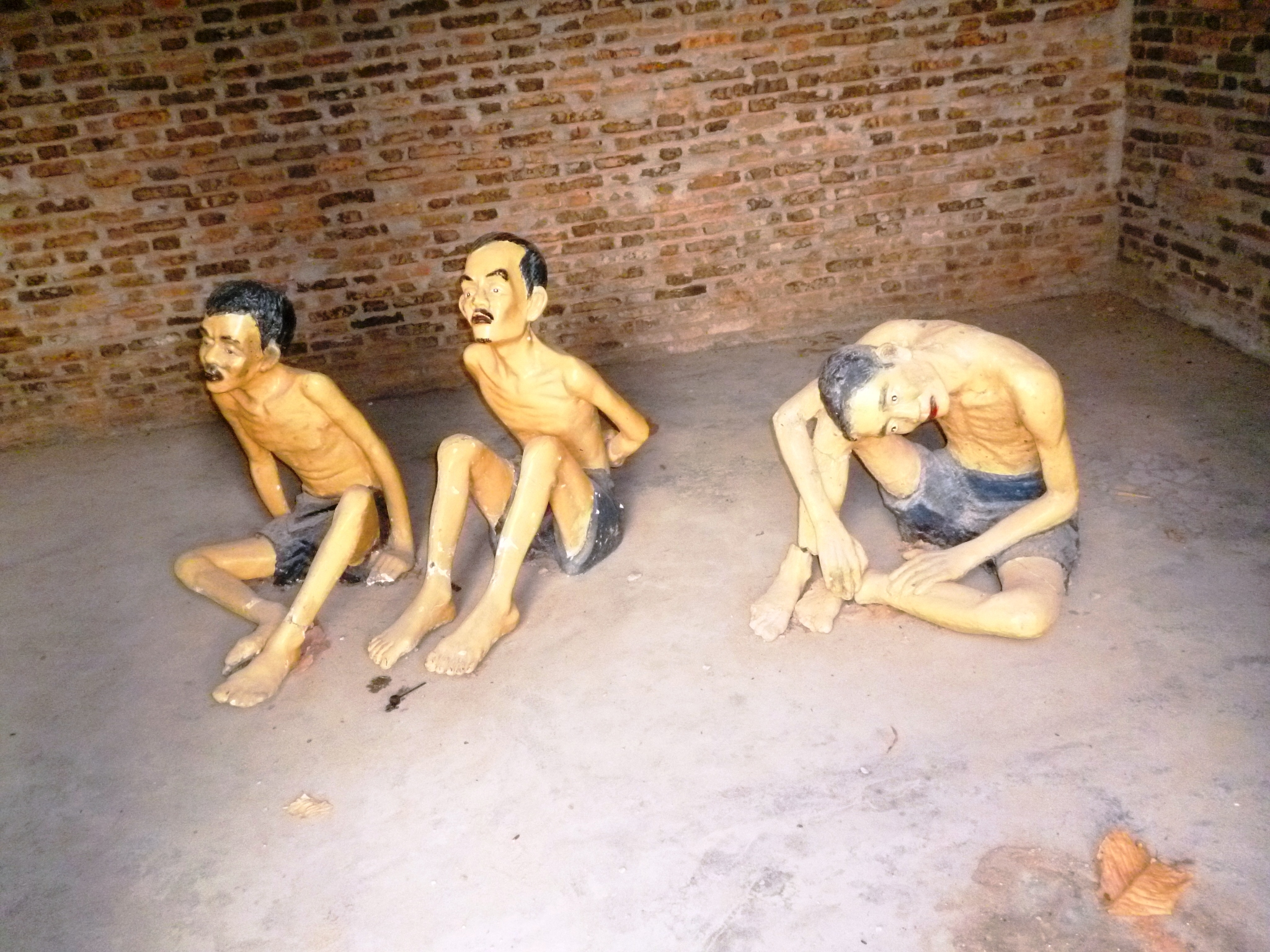
Tượng sáp tái dựng lại hoàn cảnh sống của tù nhân

Nhà tù Phú Lợi nay là một di tích lịch sử cách mạng của tỉnh Bình Dương. Di tích này nằm cách trung tâm thành phố Thủ Dầu Một 3 km. Nơi đây là một nhà tù do Đệ Nhất Cộng hòa Việt Nam xây dựng vào năm 1957 để giam cầm những người được cho là Cộng sản. Nhà tù Phú Lợi có tổng diện tích khoảng 77.082 m², ngày 10 tháng 07 năm 1980, nhà tù này được nhà nước công nhận và xếp hạng là di tích lịch sử cấp Quốc gia. Trong suốt 8 năm tồn tại (1957 - 1964), nhà tù Phú Lợi được mệnh danh là "Địa ngục trần gian" với đủ thứ cực hình tàn khốc. Cũng chính tại đây, trong thời gian bị giam cầm, nhà văn Sơn Nam đã cho ra đời bài thơ thay lời tựa truyện Hương rừng Cà Mau nổi tiếng.

## Lịch sử
Vào tháng 11 năm 1958, chính phủ Đệ Nhất Cộng hòa Việt Nam tổ chức các đợt đày tù nhân chính trị (tù nhân "loại A" hay còn gọi là "tù Cách mạng") ra Côn Đảo. Do biển động, tàu không ra được vùng biển Vũng Tàu - Côn Đảo nên chuyến đi phải hoãn lại.
Theo thông tin từ phía Việt Nam Dân chủ Cộng hòa, vào ngày 30 tháng 11 năm 1958, nhà tù được cho là đã bỏ thuốc độc vào khẩu phần ăn của tù nhân khiến hàng trăm tù nhân bị trúng độc (đến ngày 1 tháng 12 năm 1958 số người tử vong đã lên đến hàng ngàn). Trước tình hình đó, tổ chức Đảng Cộng sản trong nhà tù vừa tổ chức tự cứu chữa cho tù nhân bị trúng độc, vừa đấu tranh tố cáo hành động này. Các tù nhân đã tung nóc nhà giam, chiếm đài phát thanh, dùng các tấm tôn cuộn thành loa lên tiếng tố cáo. Vụ việc lan truyền rộng khắp nơi, gây nên làn sóng căm phẫn không chỉ trong nước mà cả thế giới, cuối cùng nhà tù Phú Lợi buộc phải giải tán vào năm 1964.

## Miêu tả
Ngày nay, nhà tù Phú Lợi được xem như một bằng chứng về tội ác của chế độ Đệ Nhất Cộng hòa Việt Nam tại miền Nam Việt Nam.

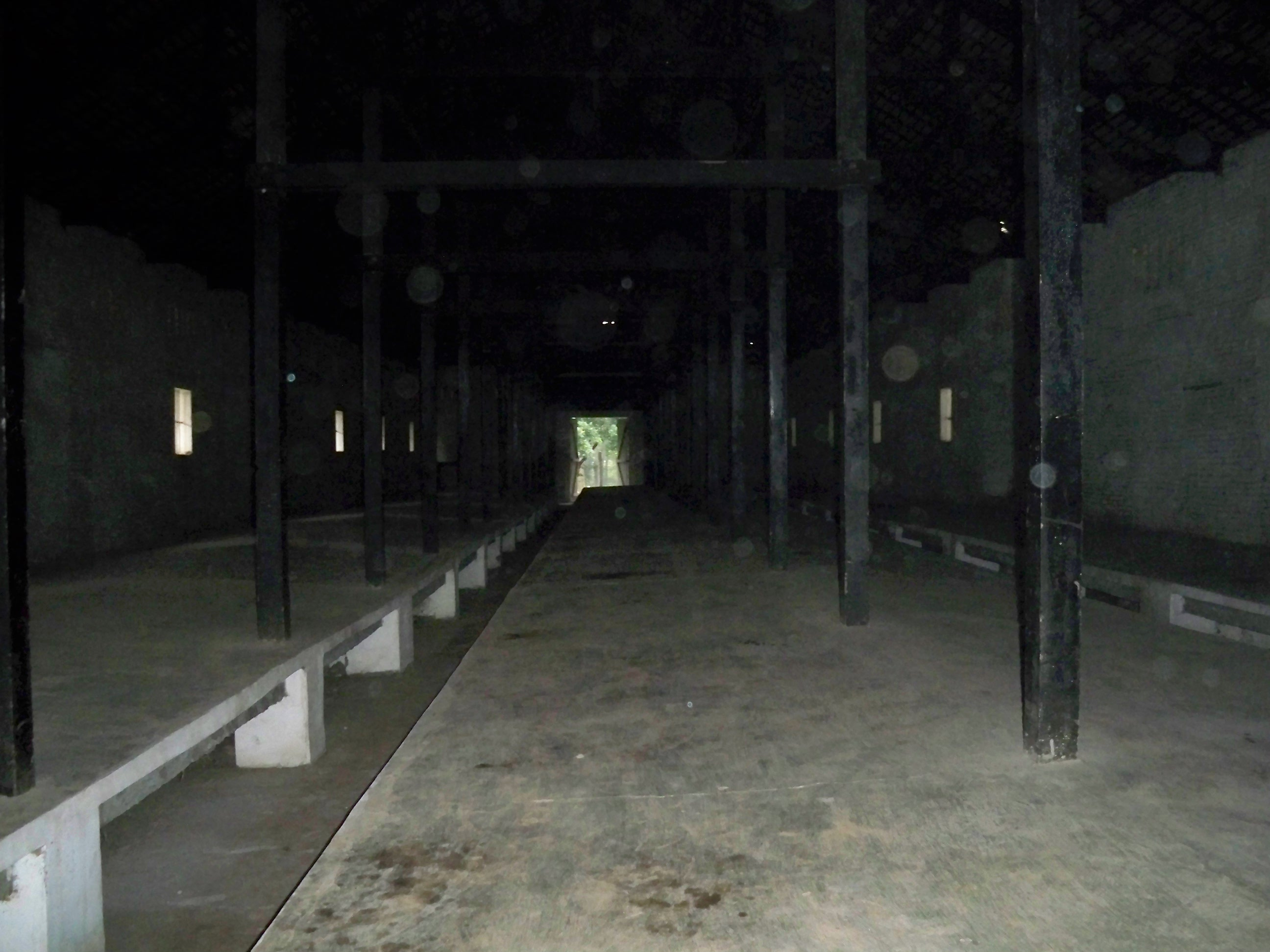
Bên trong phòng biệt giam nhà tù Phú Lợi

Trung tâm nhà tù là bức tượng bằng đồng cao 3,5 m của nhà điêu khắc Diệp Minh Châu ghi lại sự kiện "Phú Lợi căm thù". Các khu nhà giam C, nền nhà giam A, B, nhà kỷ luật, tháp canh, lô cốt đều được giữ nguyên vẹn hoặc tôn tạo lại. Nơi đây còn lưu giữ nhiều hiện vật quý về cuộc đấu tranh của các tù nhân đồng thời phản ánh đời sống tâm hồn phong phú của các tù nhân, như bộ cờ tướng chạm khắc tinh xảo bằng gỗ cẩm lai, chiếc vỏ gối được thêu hay chiếc quần nhiều tác dụng...

## Tham quan
Giờ đây, 12 ha đất thuộc khu trại giam Phú Lợi ngày xưa vẫn được giữ nguyên vẹn hoặc tôn tạo làm điểm tham quan giáo dục truyền thống cho thế hệ mai sau.

## Nhà tù Phú Lợi với thơ ca
Trong một ngày - mùng một tháng mười hai.
Nào ai ngờ không có nữa ngày mai
Chúng tôi chết trong đêm dài tàn khốc
Đứt ruột gan, nắm cơm thuốc độc.
Tím xương da nanh nọc lũ đê hèn.
Trái tim hồng chết uất máu bầm đen
Tố Hữu
20-01-1959
Đừng hỏi tên ai còn ai mất.
Sáu ngàn người chỉ 1 tên chung.
Chỉ 1 tên: hòa bình, thống nhất.
Tên những người bất khuất,kiên trung.
Hoàng Trung Thông